# Demokrata néppárti képviselők üldöztetése
A Demokrata Néppárt az 1947. augusztus 31-i országgyűlési választásokon a legnagyobb ellenzéki pártként jutott a Parlamentbe. A Magyar Kommunista Párt és az 1948-ban létrejövő Magyar Dolgozók Pártja – érthető módon – tartott a DNP-től. Ráadásul a Demokrata Néppárt múltja makulátlan, képviselőinek döntő többsége a Horthy-korszakkal szembeni ellenzéket képviselte. A párt abból a szempontból is riválisnak bizonyult, hogy egyes kérdésekben nyitott volt a szocializmus gazdaságpolitikája iránt a keresztényszocializmus eszmeiségéből fakadóan. Az állam (Rajk László belügyminiszter rendelete nyomán) 1946-ban számos nem kommunista, keresztény közösséget feloszlatott, amely után az ellenzéki pártok felszalámizása következett, a folyamat végül ezen szervezetek tagjai, így többek között a demokrata néppárti képviselők üldöztetésébe torkollott.

## A demokrata néppárti képviselők sorsa 1948 után

### Akik emigrációba vonultak
A Demokrata Néppárt képviselőinek száma a többes mandátumról való lemondások, az erőszakos lemondatások és pótképviselők behívása miatt 61-ről 71-re emelkedett a ciklus végére. A 71-ből tizenketten emigráltak (Babóthy Ferenc, Barankovics István, Belső Gyula, Eszterhás György, Kovács K. Zoltán, Mézes Miklós, Pete Ferenc, Pócza Lajos, Varga László, Villányi Miklós, Zoltán Pál. (Koczor János később, 1956-ban emigrált.)
- Babóthy Ferenc február 22-én több képviselőtársával együtt hagyta el az országot; 1949 és '51 között Svájcban élt, majd az Egyesült Államokba telepedett át, az amerikai állampolgárságot 1956-ban kapta meg. 1952-ben alapítója lett a Kelet-Európai Kereszténydemokrata Uniónak (CDUCE), illetve 1949-től egészen 1956-ig pedig tagja volt a Magyar Nemzeti Bizottmánynak. Az 1970-es évektől rendszeresen hazalátogatott.
- Barankovics István a Mindszenty-per előtti napon feleségével, Jánosi József jezsuitával és Blaskó Mária írónővel együtt, az USA budapesti nagykövetségének segítségével emigrált. Először Bécsben tartózkodott, majd a Salzburgban, 1951-ben utazott tovább az Amerikai Egyesült Államokba, ahol New Yorkban telepedett le. 1954-ig tagja volt a Magyar Keresztény Népmozgalomnak, aztán a Magyar Nemzeti Bizottmányhoz csatlakozott, valamint elnöke lett a Kelet-Európai Kereszténydemokrata Uniónak. 1960-tól visszavonult a közélettől.
- Belső Gyula 1949. március 15-én hagyta el az országot. Ausztria után Párizsba, majd Rómába ment. Három évig aztán Svájcban élt, végül, 1952-ben az Egyesült Államokban telepedett le. Aktívan bekapcsolódott az amerikai belpolitikába a Republikánus Párt színeiben. Tagja volt a Magyar Keresztény Népmozgalomnak valamint a Magyar Bizottmánynak is.
- Eszterhás György 1949. február 22-én hagyta el Magyarországot. Ausztriába, Olaszországba majd Svájcba ment, 1953-ban telepedett le az Egyesült Államokban. Családja csak 1956-ban követte. Közéleti tevékenységét az emigrációban is folytatta, 1949 novemberében tagja lett a Magyar Keresztény Népmozgalom Végrehajtó Bizottságának, 1950-ben pedig a Magyar Nemzeti Bizottmánynak. 1956 után azonban visszavonult az aktív politizálástól.
- Koczor János 1956. november 30-án emigrált. Ausztriából egy angliai menekülttáborba került. 1957-ben pedig bevándorlóként Kanadába települt át. Az emigráció tevékenységébe nem kapcsolódott be.
- Kovács K. Zoltán 1949. február 22-én lépte át az osztrák határt. Az emigrációban vált igazán aktív közéleti szereplővé. Kezdetben Ausztriában élt, ahol együtt dolgozott Barankovics Istvánnal Salzburgban, majd Németországba települt át, többek között azért, hogy felvegye a kapcsolatot Bajor Keresztényszociális Unióval, a CSU-val. 1951-től egészen 1986-ig a Szabad Európa Rádió szerkesztőjeként dolgozott Zoltán Károly néven. Belépett a Magyar Keresztény Népmozgalomba, alapító tagja lett a Magyar Nemzeti Bizottmánynak (1956-ban kilépett tiltakozásként). Szintén részt vett a Magyar Katolikus Diákszövetség (később Magyar Katolikus Értelmiségi Mozgalom, a KMÉM-Pax Romana) és az Európai Kereszténydemokrata Unió, az EUCD munkájában. Újságíróként rendszeresen publikált a Békés Gellért Rómában élő bencés szerzetes által vezetett Katolikus Szemlében valamint az emigráns katolikusok havilapjába, az Életünk-be. 1985-ben hozzáfogott egy gyűjtemény kötet szerkesztésébe, amely a Félbemaradt Reformkor címet kapta. A kötettel a nagy katolikus mozgalmak előtt megalakulásuk 50. évfordulója alkalmából akart tisztelegni. A könyv végül már az első szabad választás kampányában jelent meg 1990-ben. Nemzetközi kapcsolatai révén fontos szerepet játszott a KDNP újjáalakításában. A '90-es évek elején hazaköltözött.
- Mézes Miklós 1949. február 22-én emigrált több társával együtt. Ausztriában majd Svájcban élt, végül, 1951-ben Kanadában telepedett le. Családja 1953-ban követte. Aktív emigráns közösségi életet élt, 1949-ben tagja lett a Magyar Mezőgazdasági Érdekvédelmi Szövetség igazgatóságának, 1959-ben lépett be a Magyar Nemzeti Bizottmányba. 1960 óta a Kanadai Magyar Széchenyi Társaságának társelnöke valamint a Kanadai Magyarok Szövetségének igazgatóságában és a helyi Rákóczi Szövetségben is szerepet vállalt. 1984-ben pedig belépett Haladó Konzervatív Pártba(en).
- Pethe Ferenc 1949. február 22-én hagyta el az országot. Először Ausztriába ment, majd júliusban Svájcba költözött. Családja 1956-ban követte őt. 1956-ig tagja volt a Magyar Nemzeti Bizottmánynak, 1952-től a Közép-Európai Kereszténydemokrata Unió és az Európai Rab Nemzetek Közgyűlésének munkájában is részt vett. 1957-ben alapító tagja majd elnöke a Baseli Magyar Egyesületnek.
- Pócza Lajos 1949. január 13-án menekült Ausztriába, 1950-ben pedig Ausztráliában telepedett le Sydney mellett. A távolság miatt nem kapcsolódhatott be a demokrata néppártiak emigráns tevékenységébe. Nyugdíjasként kiadta visszaemlékezéseit a DNP-ről és szerepvállalásáról.
- Varga László 1948. november 3-án feleségével együtt lépte át az osztrák határt. 1949-ben Svájcba utaztak, majd '50 márciusában az Egyesült Államokban telepedett le. Az amerikai magyar emigráció életében aktív szerepet vállalt. Ő alapította meg a Magyar Keresztény Népmozgalom szervezetét, majd ezen egyesület révén kezdeményezte a Közép-Európai Kereszténydemokrata Unió életre hívását. 1956-ban létrehozta és 1990-ig vezette a Szabad Magyar Jogászok Világszövetségét. Tagja lett a Magyar Nemzeti Bizottmánynak, majd a Magyar Bizottságnak is. Az ENSZ kényszermunkát vizsgáló bizottságban bizonyította, hogy Rákosi Magyarországán összesen hetvennégy munkatábor működött. Az 1956-os forradalom az ő életében is váltást eredményezett, látva a Nyugat csöndjét, azt vonta le tanulságként, hogy valamilyen módon normalizálni kell a kapcsolatot a Szovjetunióval. A kevesek egyike volt, aki nem ellenezte a Szent Korona hazaszállítását. 1985-ben elnöke lett az Európai Rab Nemzetek Közgyűlésének. Több utazást tett a magyar emigráns kolóniákban, járt Dél-Amerikában, Ausztráliában, Japánban és természetesen Európában. A rendszerváltozás idején bekapcsolódott a KDNP újjáalakításába, amelynek hamarosan elnökhelyettese is lett. 1992-ben hazaköltözött.
- Villányi Miklós 1949. február 22-én hagyta el az országot. Először Svájcban élt, majd a kanadai Vancouverben telepedett le. Különösebben nem kapcsolódott bele az emigráció tevékenységébe, a vancouveri Magyar Ház énekkarának és ellenőrző bizottságának lett a tagja.
- Zoltán Pál 1949. február 22-én emigrált. Ausztriából később Hollandiába szökött. Ott megszervezte a nijmegeni Mindszenty Alapítványt az emigráns magyar fiatalok segítéséért. 1957-ben visszament Ausztriába. Szeretett volna hazájába is visszaköltözni, de a hatóságok nem engedték. A rendszer enyhülésével egyre gyakrabban járt Magyarországra.

### Az itthon maradottak névsora
- Abay Nemes Oszkárt 1958-ban eltiltották az ügyvédi hivatás gyakorlásától, utána csak nehéz fizikai munkákra alkalmazták.
- Balogh András családját 1951-ben internálták a Hajdúnánás melletti Tedejpusztára, ahová követte őket, birtokát kisajátították. Tedejpusztáról 1953-ban (a tábor feloszlatásakor) szabadult. Az 1956-os forradalom leverése után hosszú ideig rendőri őrizet alatt állt.
- Barkóczy Józsefet 1949-ben, mandátumának lejárta után rendőri őrizet alá helyezték. 1952-ben pedig letartóztatták és hat év börtönbüntetésre ítélték. 1956-ban feltételesen szabadlábra helyezték, de a forradalom leverése után 1957 májusában újra elfogták, brutálisan megverték, internálták, ahonnan 1958-ban szabadult.
- Bartha Bélától sorozatos zaklatások után 1955-ben a Fáj nevű kisközségbe helyezték, hamarosan pedig megvonták kongruáját. Csak 1962-ben került át egy nagyobb plébánia élére, Legyesbényére.
- Bátor Imrét 1955 márciusában tanács elleni izgatás vádjával 8 hónapi börtönre ítélték, végül 4 hónapot raboskodott.
- Berkes János azok közé tartozott, akit már 1948 nyarán megfosztottak mandátumától Horthy-korszakbeli pozíciója miatt (szervezője volt a Magyar Élet Pártjának).
- Bocskay Istvánt annak ellenére hurcolták meg az 1956-os forradalom leverése után, hogy semmilyen politikai tevékenységet nem végzett. Megverték és rendőri felügyelet alá helyezték.
- Bodor György már 1947-ben vizsgálati fogságba került koholt vádak alapján, azonban a bíróság felmentette. Az 1956-os forradalom leverése után december elején letartóztatták. Az év utolsó napján hazaengedték, pár nap múlva azonban újra el akarták fogni, családja bújtatta egészen az 1963-as amnesztia rendeletig.
- Bodnár János Antalt mandátumának lejárta után koholt vádak alapján elküldték tanári állásából. (1957-ben rehabilitálták.)
- Bús Imrét 1949-ben rendőri felügyelet alá helyezték. A szövetkezesítés ellenzője címén még az 1960-as években is zaklatták.
- Csépe Jenőt mandátumának lejárta után felfüggesztették tanári állásából, nem nyugdíjazták, fizetést sem kapott. (1956-ban rehabilitálták.)
- Csontos Tamás az 1950-es évek elején kulákká nyilvánították, majd kártalanítás nélkül elvették földjét.
- Farkas Dénest 1949-ben Söjtörre telepítették ki családjával, és minden vagyonától megfosztották. Az 1956-os forradalom leverése után 1957-ben internálták, és három hónapra börtönbe zárták.
- Farkas György jogászt mandátumának lejárta után 1962-ig nem juthatott képzettségéhez megfelelő munkához, 1954-ig tanárnő feleségét sem alkalmazták.
- Ferenc Ferencet 1954 márciusában szervezkedés és fegyverrejtegetés koholt vádja alapján 6 év börtönre ítélték, vagyonát elkobozták. 1960 áprilisában szabadult, további másfél évig rendőri őrizet alatt állt.
- Gábriel Jánosnak 1949-ben felajánlották, hogy lépjen be az MDP-be, mivel azonban az ajánlatot elutasította, lakásától megfosztották, felesége varrodáját bezárták, kisiparának gyakorlását ellehetetlenítették. 1956. november 4-én a szovjet csapatok letartóztatták és Ungvárra vitték. Egy hét múlva visszahozták Budapestre, és a Belügyminisztérium őrizetébe került. 1957 januárjában szabadon engedték, de márciusban ismét elfogták, internálták. 1957 őszén „bűnszövetkezetben elkövetett lopással” vádolták meg, 1958 januárjában szervezkedés bűntettében ítélték vétkesnek. Végül márciusban két évre mérsékelték a büntetését, és beszámítva korábbi raboskodását júniusban feltételes szabadlábra helyezték, még további fél évig rendőri felügyelet alatt állt.
- Gáspár Mihályt 1950-ben családjával együtt kulákká nyilvánították és 18 kat. holdas birtokát táblásították.
- Hajdú Kálmánt 1949 után egy időre internálták. Az '56-os forradalom leverése után ismét elfogták, bántalmazták, és ismét internálták. Kiszabadulása után egy évig rendőri felügyelet alatt állt.
- Harnóczy Kálmán házát 1950-ben lefoglalták, földjét betagosították, alkalmi munkákból tudta eltartani családját. A rendőrség élete végéig megfigyelés alatt tartotta.
- Horváth Ferencet 1951-ben koholt vádak alapján letartóztatták, majd 1952-ben ötéves börtönbüntetésre ítélték, 1954-ben szabadult. Az 1956-os forradalom után 12 év fegyházbüntetésre ítélték, ahonnan 1963-ban egyéni kegyelemmel szabadult.
- Iszak Kálmánt 1949-ben letartóztatták, 10 napig őrizetben tartották, majd Vásárosmiskén kényszerlakhelyre toloncolták, rendőri felügyelet alatt is állt.
- Kántor Józsefet 1952-ben letartóztatták, de a kihallgatás után elengedték. Az 1956-os forradalom leverése után – bár ő településén épp azon fáradozott, hogy békés mederben maradjanak az események – 1957 áprilisában letartóztatták. Több napos kihallgatás után elengedték, de rendőri felügyelet alá helyezték.
- Károlyi Bernát, ferences szerzetest 1949 novemberében tartóztatták le, 15 évi börtönbüntetésre ítélték, 1954-ben rabkórházban hunyt el.
- Keleti Péter István ingatlanait 1951-ben államosították, 1958-ban pedig törölték az Ügyvédi Kamara névsorából. 1964-ben (Matheovits Ferenccel együtt) három évre ítélték el, öt évre pedig eltiltották a közügyek gyakorlásától.
- Keresztes Sándort az 1956-os forradalom leverése után internálták, 1957 júliusától az év októberéig tartották fogva.
- Keszler Aladár vállalatát 1952-ben államosították. Az 1956-os forradalom leverése után internálták, 1957 júniusától az év decemberéig.
- Kerkai Jenőt (a DNP egyik központi szervezőjét) 1949 februárjában letartóztatták. Míg az ÁVH budapestre szállította volna, az autót baleset érte, Kerkai-t rabkórházba szállították, áprilisban szállították börtönbe. Két év fegyházra ítélték, majd a fellebbviteli bíróság még további négy évre. 1954-ben egy motozás alkalmával az ÁVH-sok Eucharisztiát találtak nála, amit a szeme láttára meggyaláztak. Az eset miatt idegileg összeomlott, szívinfarktus miatt kórházba szállították, és bal szeme világát elvesztette. 1956 októberében szabadult. 1957 áprilisában újra elfogták, hogy ülje le hátralévő büntetését. Véglegesen 1959-ben szabadult, 1962-ig eltiltották a papi szolgálattól. 1965-ben ismét beidézték bíróságra a jezsuiták elleni per miatt, a kihallgatáson ismét szívinfarktust kapott.
- Koczor János birtokát 1951-ben kisajátították. Ugyanebben az évben az ÁVH letartóztatta és eljárást kezdeményezett ellene („külföldi kapcsolatokat fenntartó klerikális reakciósként” valójában az erőszakos kollektivizálás elleni fellépése miatt). Két hónapig tartották fogva, állítólag családi kapcsolatainak köszönhetően bírósági tárgyalás nélkül szabadon bocsátották, de rendőri felügyelet alá helyezték. Az 1956-os forradalom leverése után emigrált.
- Kolbert Jánost 1948 februárjában megfosztották mandátumától. Emigrálási kísérlete sikertelen volt, letartóztatták, megverték (maradandó fejsérülést szenvedett) és internálták, feleségét pedig rendőri felügyelet alá helyezték. 1953-ban Dobi Istvánnak memorandumot írt a táborból, ezért az internálótáborok 1953-as feloszlatása után is őrizetbe vették, és 1954-ben öt év börtönbüntetésre ítélték. Rosszabbodó egészségi állapota miatt börtönfogságát biztonsági őrizetre változtatták. 1972-ben felülvizsgálták ügyét, és kényszergyógykezelést rendelt el a bíróság, amit 1975-ben megszüntettek.
- Kovács Józsefet 1949-ben hazaárulás vádjával (sikertelen emigrálási kísérlete után) 10 és fél év rabságra ítélték, raboskodás mellett bányamunkára is fogták, 1954-ben szabadult.
- Kováts Ferenc 1952-ben kitelepítése határozatot kapott, azonban azt visszavonták. Az 1956-os forradalom leverése után néhány hétig őrizetben tartották.
- Kováts Lászlót 1950 januárjában közellátás veszélyeztetésének vádjával hat hónapra börtönbe zárták, családját kitelepítették, birtokát elkobozták. 1956 után pedig 20 havi börtönbüntetésre ítélték, pénzbírságot is kapott, végül nyolc hónapot raboskodott.
- Mihelics Vid az 1956-os forradalom leverése után, 1957-ben három hónapig vizsgálati fogságban volt.
- Matheovits Ferencet összesen 19 és fél évet raboskodott, 1949 szeptemberében 12 év fegyházra ítélték, de épp egy hónappal a forradalom kitörése előtt, '56. szeptember 23-án szabadon engedték. Az '56-os forradalom után 1957 júliusától tizenhárom hónapig tartották fogva, majd 1964-ben 10 évre ítélték, amit le is töltött.
- Mészáros Ödön tanárt mandátumának lejárta után 1949-ben felfüggesztették, és bűnvádi eljárást indítottak ellene. 1950-ben többször letartóztatták, de egészségi állapota miatt mindig el is engedték. Az 1956-os forradalom leverése után a győri értelmiségi per ötödrendű vádlottjaként négy év börtönbüntetésre ítélték, de három év próbaidővel az ítélet végrehajtását felfüggesztették. Nyugellátásban soha sem részesült.
- Nagy Lajost 1950 nyarán mezőgazdasági szabotázs vádjával börtönözték be. Tanyáját és száz kat. holdas birtokát lefoglalták.
- Pécsi József mandátumának lejárta után kulákká nyilvánították, 25 kat. holdas földjét betagosították.
- Pörneczi Józsefet 1950-ben internálták, bányákban dolgoztatták, 1953-ban szabadult.
- Radó Gyulát 1949 májusában az ÁVH „reakciós személyként” megfigyelés alá helyezte. 1953-ban városi házát lefoglalták, és családjával egy komfort nélküli présházba telepítették. 1956-ban költözhettek vissza lakásuk egy részébe. Az 1956-os forradalom leverése után 1958-ban az ügyvédi hivatásra alkalmatlannak nyilvánítva törölték az ügyvédek sorából.
- Rónaszéki Lajost 1950-ben osztályidegennek nyilvánították.
- Rózsavölgyi László ügyvédet 1950-ben kizárták az Ügyvédi Kamarából, csak fizikai munkát engedélyeztek a számára. Az 1956-os forradalom leverése után 1957 februárjában letartóztatták, a tárgyalása hónapokig tartott, „A népi demokratikus államrend elleni folytatólagosan elkövetett izgatás bűntette” vádja alapján két év börtönre ítélték. Végül 1959 februárjában szabadult.
- Szabados Pált már 1948 nyarán megfosztották mandátumától Horthy-korszakbeli tevékenysége miatt (pozíciót töltött be az EMSZO-ban, a Magyar Dolgozók Országos Hivatásszervezetében, a KALOT-ban és a Baross Szövetségben). Lakásának felét kiigényelték. Nem kapott munkát, hatalmas adó- és SZTK-hátralékkal vádolták. Az 1956-os forradalom leverése után beidézték. Mivel semmit nem tudtak rábizonyítani, elengedték, de munkájától megfosztották.
- Székely Imre Kálmánt az 1956-os forradalom után 1957 márciusában egy hétre letartóztatták. 1958-ban pedig véglegesen eltiltották ügyvédi hivatásától.
- Tasler Lajost 1952 júliusában letartóztatták, egy évig internálótáborban tartották.
- Id. Tóth Lászlót 1950 júniusában a közellátás veszélyeztetése címén 2 hónapra letartóztatták, majd kiengedése után rendőri őrizet alatt tartották.
- Tuba Istvánnak 1952 októbere és 1953 márciusa között a sztálinvárosi Vaskohászati Kemenceépítő Vállalatnál kellett dolgoznia. Az 1956-os forradalom leverése után pedig 1957 októberétől bányamunkára küldték 1959 novemberéig.
- Ugrin Józsefet már 1948 nyarán megfosztották mandátumától, 1950-ben pedig kulákká nyilvánították.
- Zomborszky Jánost 1952-ben tanyájáról kiköltöztették. 1953-ban a nyílt utcán letartóztatta az ÁVH és a nyíregyházi épületébe hurcolta. Városi házát már 1948-ban államosították, megmaradt 120 holdas birtokát '53-ban sajátították ki. 1954 februárjában „a demokratikus államrend megdöntésére irányuló szervezkedés feljelentésének elmulasztása és mezőgazdasági ingatlan tiltott forgalma” koholt vádjával két év és hat hónap börtönre ítélték, azonban 1954 decemberében már szabadon engedték.